# Bloom (album de Caligula's Horse)
Pour les articles homonymes, voir Bloom.
Albums de Caligula's Horse
The Tide, the Thief & River's End
(2013) In Contact
(2017)
Singles
Firelight, sorti le 13 octobre 2015 

Bloom est le troisième album studio du groupe de rock progressif australien Caligula's Horse. Il est sorti par Inside Out Music le 16 octobre 2015 en Australie et le 30 octobre 2015 aux États-Unis. L'album a été enregistré aux studios Heaven's Gate à Brisbane, puis mixé et masterisé par Brendan Anthony et Jens Bogren, respectivement. L'album a été produit par le guitariste Sam Vallen. Il est le dernier enregistré avec le guitariste rythmique Zac Greensill et le batteur Geoff Irish. 

## Contexte
En juin 2015, il a été annoncé que Caligula's Horse avait signé un «accord global» avec Inside Out Music (Century Media Records). De plus, le groupe a annoncé qu'il se rendrait en Australie et, pour la première fois, en Europe plus tard dans l'année. Le chanteur Jim Grey a décrit le contrat comme «un grand pas en avant pour nous». 
En juillet 2015, le groupe révéla que son troisième album, Bloom, serait publié cette année-là en Europe le 16 octobre et aux États-Unis le 30 octobre. Gray a commenté l'actualité en ces termes: «Bloom est très spécial pour nous tous. C'est un album plein de couleurs et de vie, de dynamisme et d'énergie, mais qui respire avec un flux et reflux naturel… C'est exactement ce que nous espérions réaliser avec Caligula's Horse. Pour nous, cet album vit sa propre vie.» Le groupe a également annoncé les dates d'une tournée complète à travers l'Australie et l'Europe afin de soutenir la sortie prochaine de l'album. 
En août 2015, Team Rock a publié la liste des pistes de l'album avec une courte vidéo YouTube vidéo de Jim Grey présentant chaque membre du groupe, et où il décrit Bloom comme «un moyen de s'éloigner de l'obscurité». Le 29 septembre 2015, le clip du single «Marigold» a été présenté par Revolver. Grey a déclaré à Revolver que la chanson "saisit l'essence de Bloom " avec "de l'énergie pure", "des couleurs vives" et un "message puissant et réconfortant". Grey a poursuivi en discutant du thème de la chanson en disant qu'«une personne ne peut pas être jugée en fonction de ce qu'elle gagne ou de ce qu'elle possède, mais de ceux qu'elle aime et de ceux qui l'aiment. À cet égard, je suis un homme très, très riche. Cette chanson est très importante pour moi personnellement. ” 
Le single, toujours accompagné d'un clip vidéo, «Firelight» a fait ses débuts via Billboard le 13 octobre 2015. Dans une interview avec Christa Titus, Grey a révélé que la chanson est dédiée à un ami décédé en 2014. Titus a décrit la piste comme "plus proche d'une structure pop traditionnelle" et plus "décontractée" par rapport aux travaux précédents. Gray explique ce changement de rythme comme une «croissance naturelle» du son du groupe afin d'éviter de se répéter et d'écrire «une musique avec un message de confiance en soi et d'optimisme» dans le cadre «d'un pas en avant». Grey a précisé qu'il s'agissait d'un contraste délibéré avec le métal progressif qu'il a décrit comme étant parfois «très introspectif et sombre» dans le but de «célébrer la vie» et «la beauté de la fragilité de la vie» 
«Turntail», le troisième single de Bloom, a été relaté par Team Rock en mars 2016. Le clip vidéo qui l'accompagnait était co-dirigée par Jim Grey et Sam Vallen. Filmée aux "GC Studios" vers Gold Coast, la vidéo met en scène une danseuse aux couleurs vives, emprisonnée dans les ténèbres par une "force éternelle" et "sa propre peur". Elle se bat contre son ravisseur tandis que la couleur revient progressivement en se libérant. Jim Grey a décrit la chanson comme «puissante, énergique, mélodique et directe», une chanson sur «prendre position, lutter pour la liberté de toutes les manières possibles». Commentant le message de la chanson, Grey a déclaré: "Compte tenu du climat politique atroce qui règne en Australie et dans le monde, je ne pense pas que nous aurions pu sortir ce single à un moment plus opportun." 

## Accueil
Lors de sa sortie, l’album a rencontré des critiques généralement favorables de la part des critiques de la musique métal et rock. Riley Rowe de Metal Injection a donné à l'album une critique positive, affirmant que " Bloom [est] une exploitation extraordinaire du meilleur métal progressif" avec "[une musicalité qui dévoile] une pléthore de compositions impressionnantes et de virtuosité."  Eric May, de New Noise Magazine, a décrit cet album comme «une œuvre d'art [qui] doit être davantage appréciée par l'ensemble des auditeurs», ainsi qu' «une musique rock progressive mémorable». 

## Liste des titres
Paroles et musique de Jim Grey et Sam Vallen. Contributions musicales et lyriques de Greensill sur les pistes 2 et 4.
| 1.    | Bloom                    | 3:14 |
| 2.    | Marigold                 | 6:19 |
| 3.    | Firelight                | 4:38 |
| 4.    | Dragonfly                | 9:23 |
| 5.    | Rust                     | 5:32 |
| 6.    | Turntail                 | 5:02 |
| 7.    | Daughter of the Mountain | 7:55 |
| 8.    | Undergrowth              | 2:50 |
| 44:53 |                          |      |

| 9.    | This City Has no Empathy (version acoustique de l'originale, présente sur Moments from Ephemeral City) | 6:12 |
| 51:07 | |      |

## Personnel
Caligula's Horse
- Jim Gray - chant
- Sam Vallen - guitare
- Zac Greensill - guitare
- Dave Couper - basse
- Geoff Irish - batterie

Musiciens supplémentaires
- Holly Terrens - piano sur “Dragonfly”, flûte

Production
- Chris Stevenson-Mangos - illustrations
- Stefanie Vallen - aide aux illustrations, photographie
- Sam Vallen - ingénieur, producteur, mixage (piste 8)
- Jens Bogren - mastering
- Brendan Anthony - mixage (pistes 1-7)